# What's up Japan
What's up Japan dokumentarni je serijal Gorana Milića koji se 2024. godine prikazuje na HRT-u.
Dokumentarna serija „What's up Japan” sastoji se od šest epizoda koje prikazuju svakodnevni život u nekoliko japanskih regija. Serija se fokusira na japanske gradove kao što su: Tokio, najveći grad na svijetu, Yokohama, Osaka, Kyoto, Hirošima (mjesto pada atomske bombe) i na manja turistička mjesta uz obalu Pacifika. Serija gledateljima pruža uvid u svakodnevicu različitih dijelova Japana, od ogromnih metropola do manjih obalnih naselja. Autor serijala istražuje različite aspekte japanskog društva i kulture, s fokusom na: Tokio kao megalopolis i druge velike japanske gradove, gastronomiju, politiku, životni standard u Japanu, religiju i ostale sfere društvenog života. U snimanju je pomogao Eduard Edo Katayama Tripković, kojem je otac Hrvat, a majka Japanka.